# Wyspy Izu
Wyspy Izu (jap. 伊豆諸島 Izu-shotō) – należący do Japonii archipelag wulkanicznych wysp, ciągnących się na południe od półwyspu Izu. Razem z położonymi dalej na południe wyspami Ogasawara oraz Marianami stanowią one naturalną barierę oddzielającą Morze Filipińskie od Oceanu Spokojnego. 

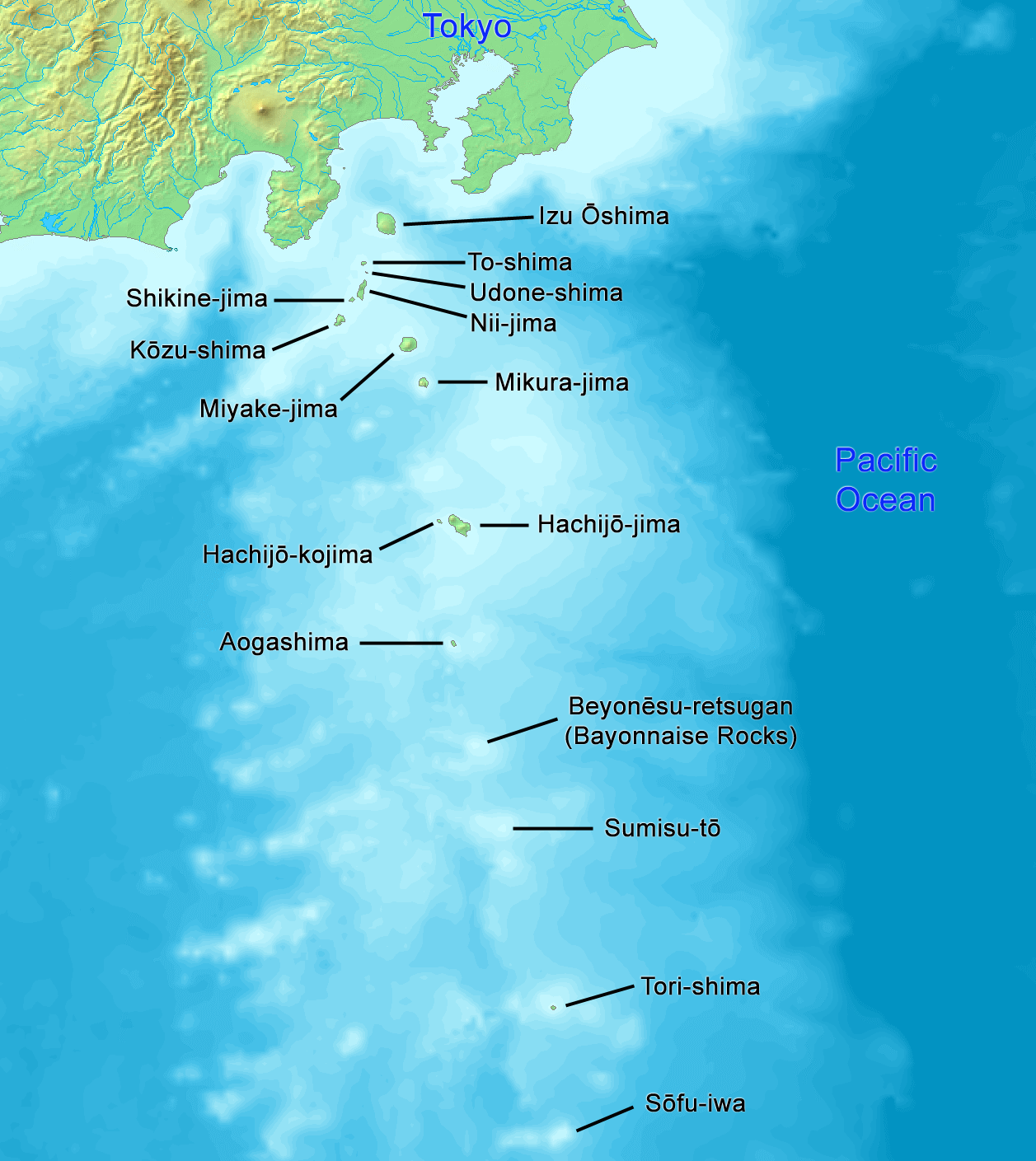
Wyspy Izu

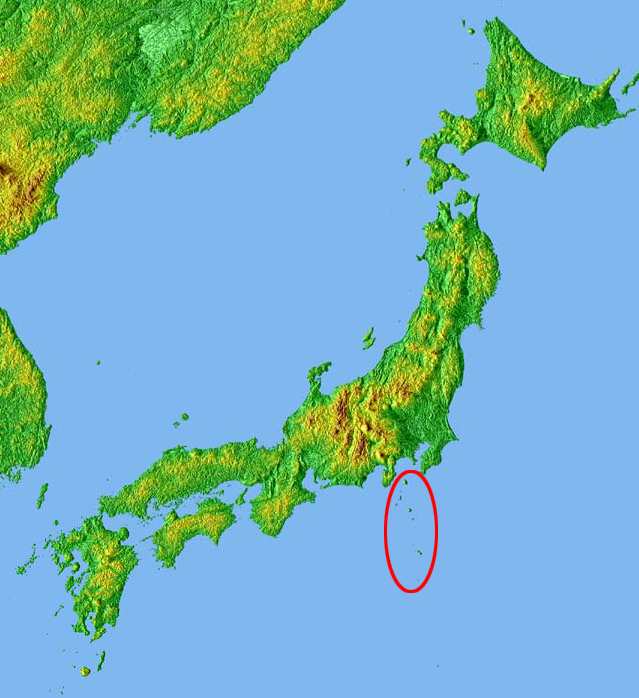
Położenie wysp Izu względem Japonii

Archipelag tworzy 13 większych wysp – z których największą jest Izu Ōshima – oraz kilka mniejszych wysp, a także Beyonēsu-retsugan (Bayonnaise Rocks), niewielka grupa skał wystających ponad poziom morza. 
Administracyjnie wyspy należą do prefektury Tokio oraz wchodzących w jej skład podprefektur: Ōshima, Miyake i Hachijō.
Archipelag Izu liczył w 2020 r. 21 543 mieszkańców, którzy na stałe zamieszkują 9 wysp. Natomiast sieć osadnicza składa się zaledwie z dwóch miast oraz sześciu wsi.
- Podprefektura Ōshima (powierzchnia 141,01 km² i 11 729 mieszkańców w 2020 r.[1][2] )
  - Ōshima (Izu Ōshima) (大島, pow. 90,73 km²[3])
  - Toshima (利島, pow. 4,12 km²[4])
  - Nii-jima (新島, pow. 22,97 km²[4]) i położona nieopodal Shikine-jima (式根島, pow. 3,67 km²[4])
  - Kōzu-shima (神津島, pow. 18,24 km²[4])
- Podprefektura Miyake (powierzchnia 75,80 km² i 2 597 mieszkańców w 2020 r.[1][2] )
  - Miyake-jima (三宅島, pow. 55,20 km²[3])
  - Mikura-jima (御蔵島, pow. 20,52 km²[4])
- Podprefektura Hachijō (powierzchnia 83,01 km² i 7 217 mieszkańców w 2020 r.[1][2] )
  - Hachijō-jima (八丈島, pow. 69,11 km²[3]) i leżąca tuż obok Hachijō-kojima (八丈小島, pow. 3,07 km²[3])
  - Aoga-shima (青ヶ島, pow. 5,96 km²[4])
  - niezamieszkane Tori-shima (o pow. 4,79 km²), Sumisu-tō (o pow. 0,02 km²), Sōfu-gan i Beyonēsu-retsugan[5].

Wyspy w całości należą do Parku Narodowego Fudżi-Hakone-Izu. Mieszkańcy archipelagu utrzymują się z całorocznego rybołówstwa oraz obsługi turystów, przede wszystkim miłośników sportów wodnych, niemniej jednak większość łodzi jest zacumowana w portach na półwyspie Izu. Natomiast niezamieszkana obecnie Tori-shima stanowi ważne schronienie morskich ptaków.
Pod względem geologicznym, północnym przedłużeniem wysp są: półwysep Izu oraz najwyższy szczyt Japonii – Fudżi.
Archipelag charakteryzuje się wzmożoną aktywnością wulkaniczną. W 1953 roku erupcja podmorskiego wulkanu Myōjin-shō zniszczyła statek badawczy Kaiyō Maru no 5, w wyniku czego śmierć poniosło 31 osób. W 2000 roku w związku z gwałtowną emisją szkodliwych gazów wulkanicznych ewakuowano mieszkańców wyspy Miyake-jima, którym pozwolono wrócić dopiero w lutym 2005 roku.
W okresie Edo wyspy: Nii-jima, Miyake-jima i Hachijō-jima były miejscami zesłań przestępców.

## Galeria

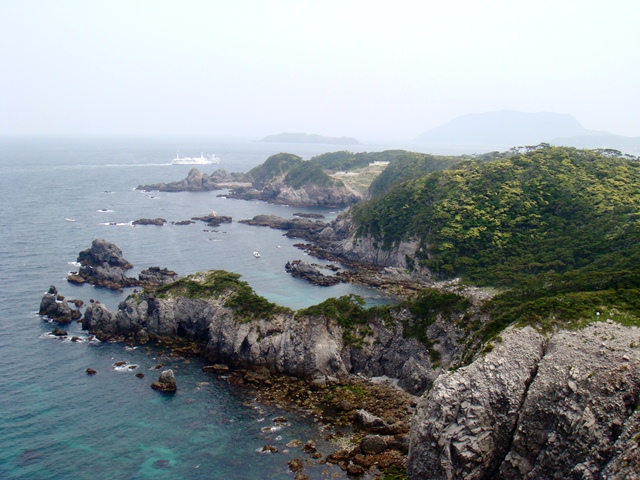
Wybrzeże Shikine-jimy
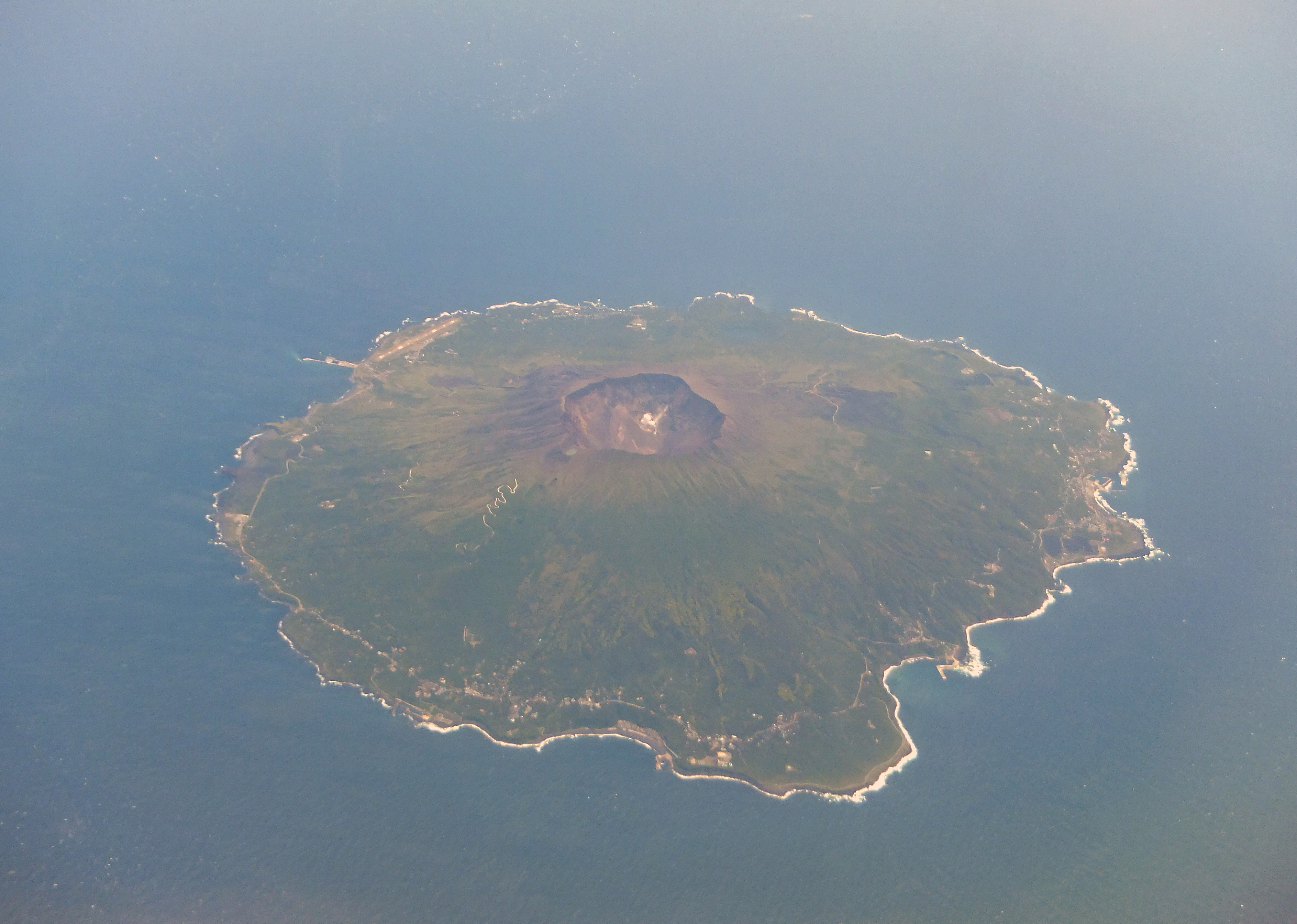
Miyake-jima
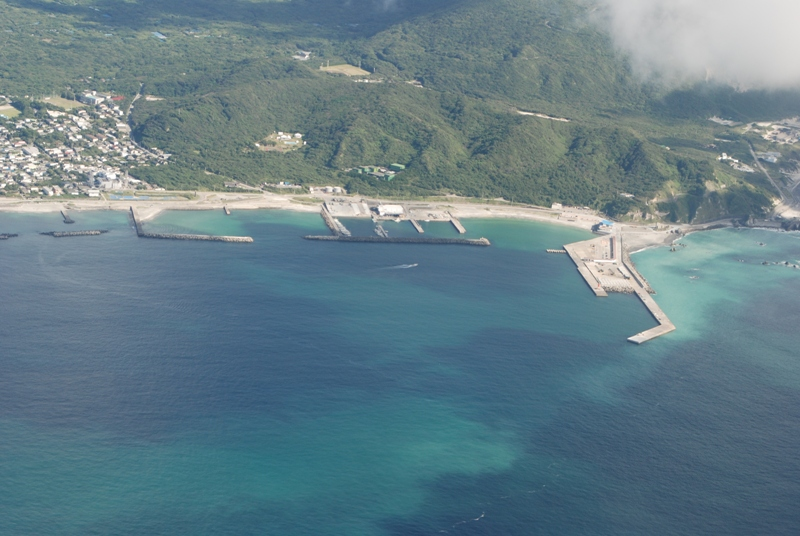
Port na Nii-jimie
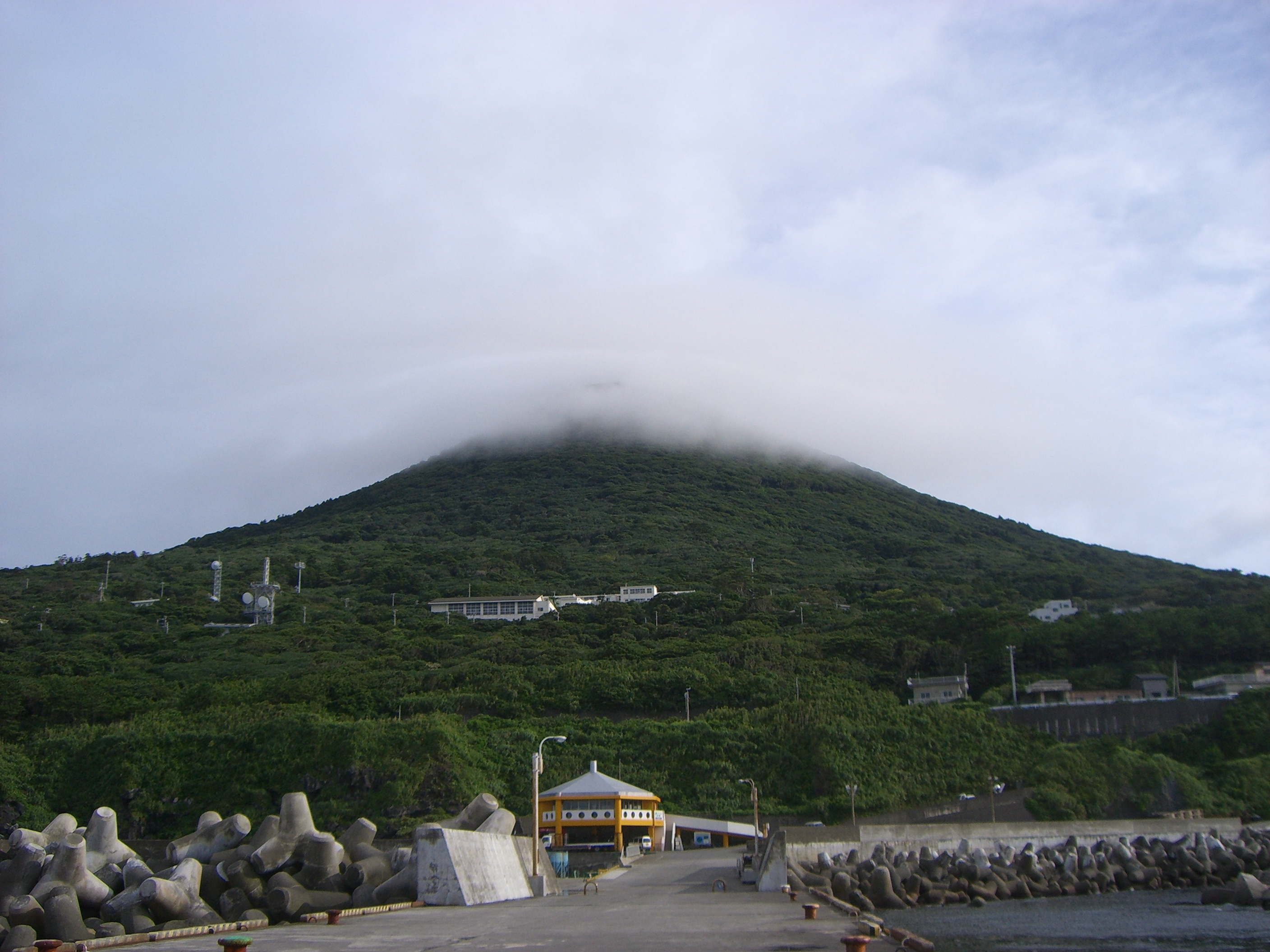
To-shima, góra Miyatsuka-yama od strony portu
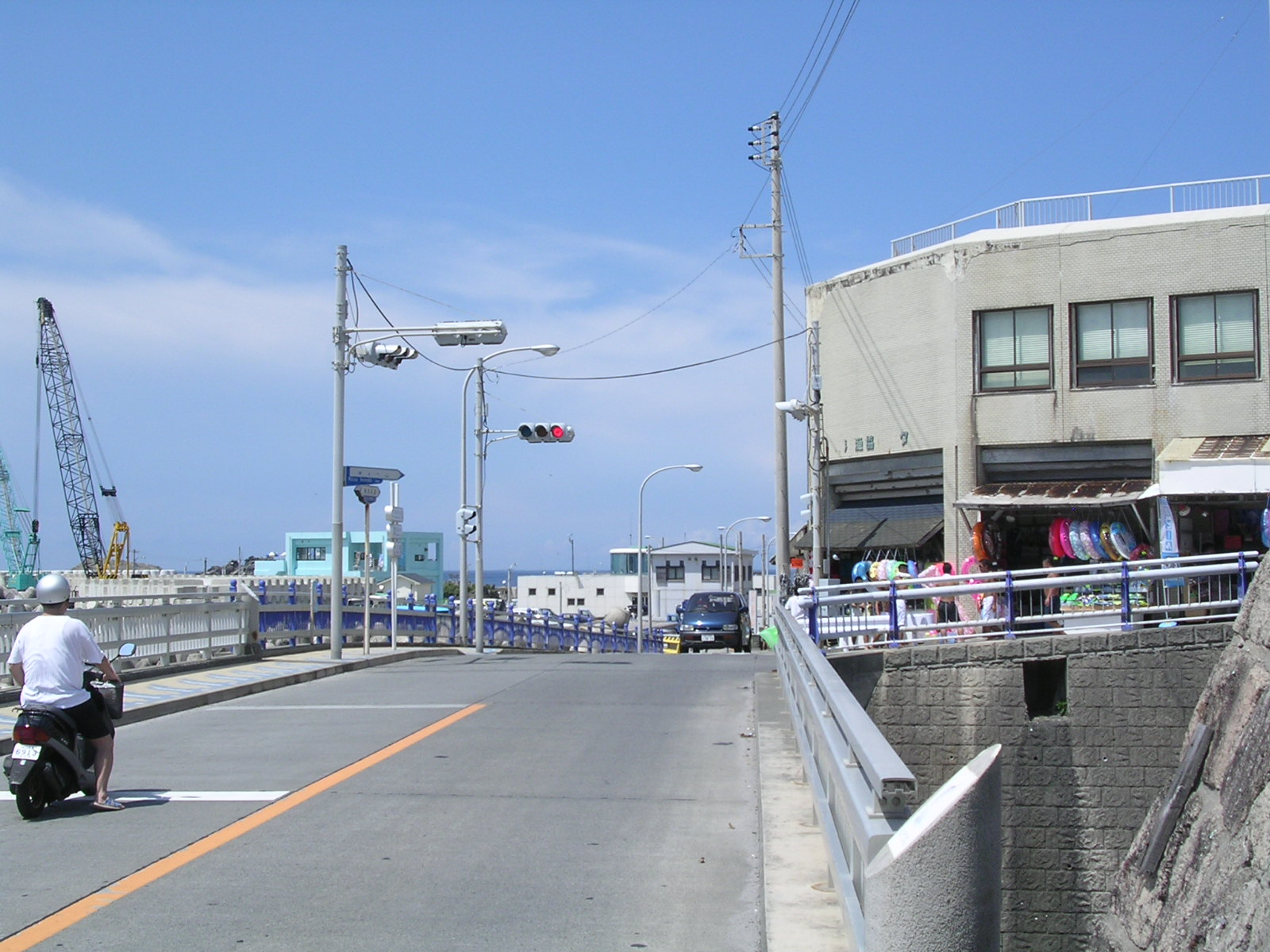
Port na Kōzu-shimie
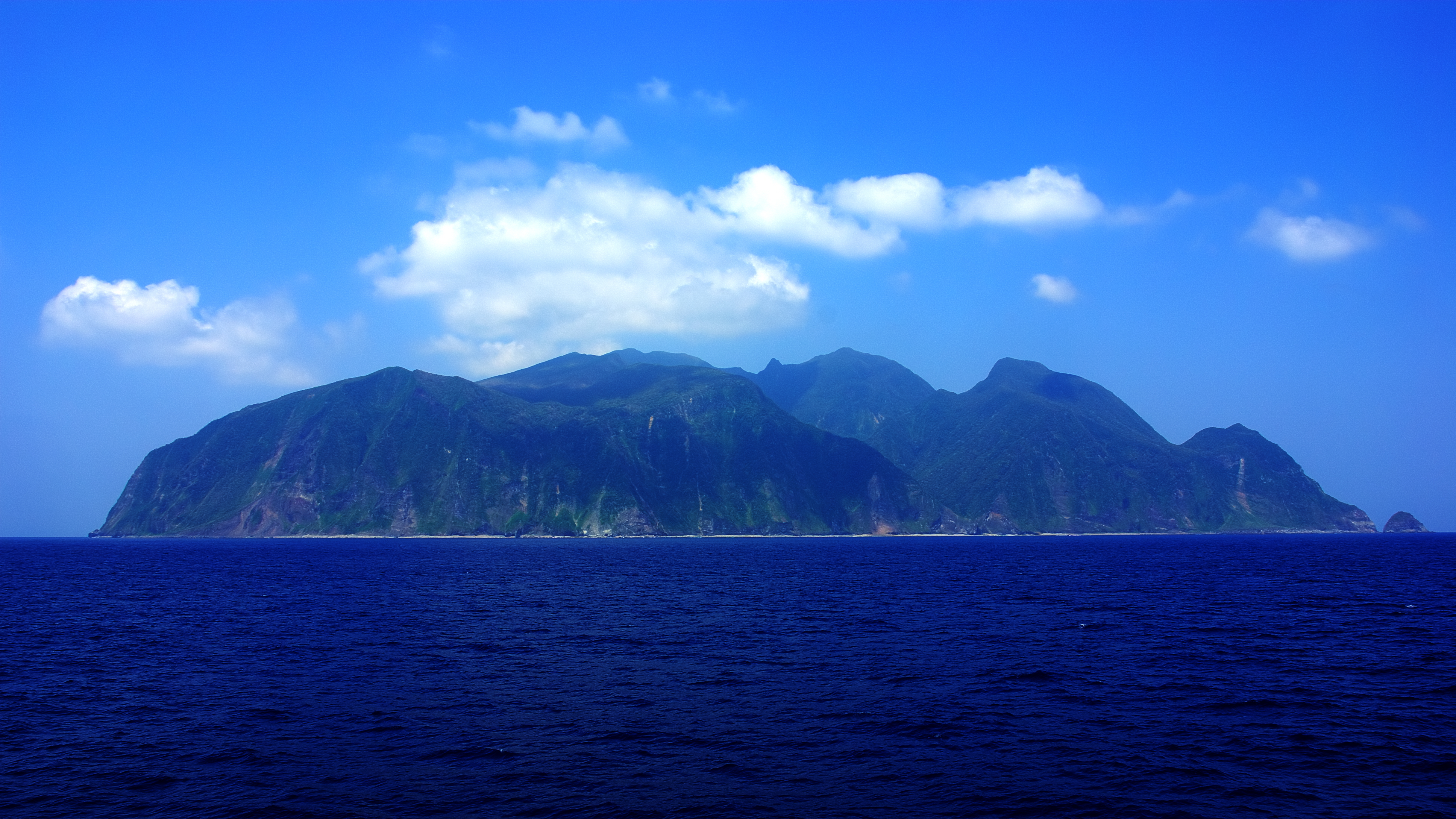
Mikura-jima
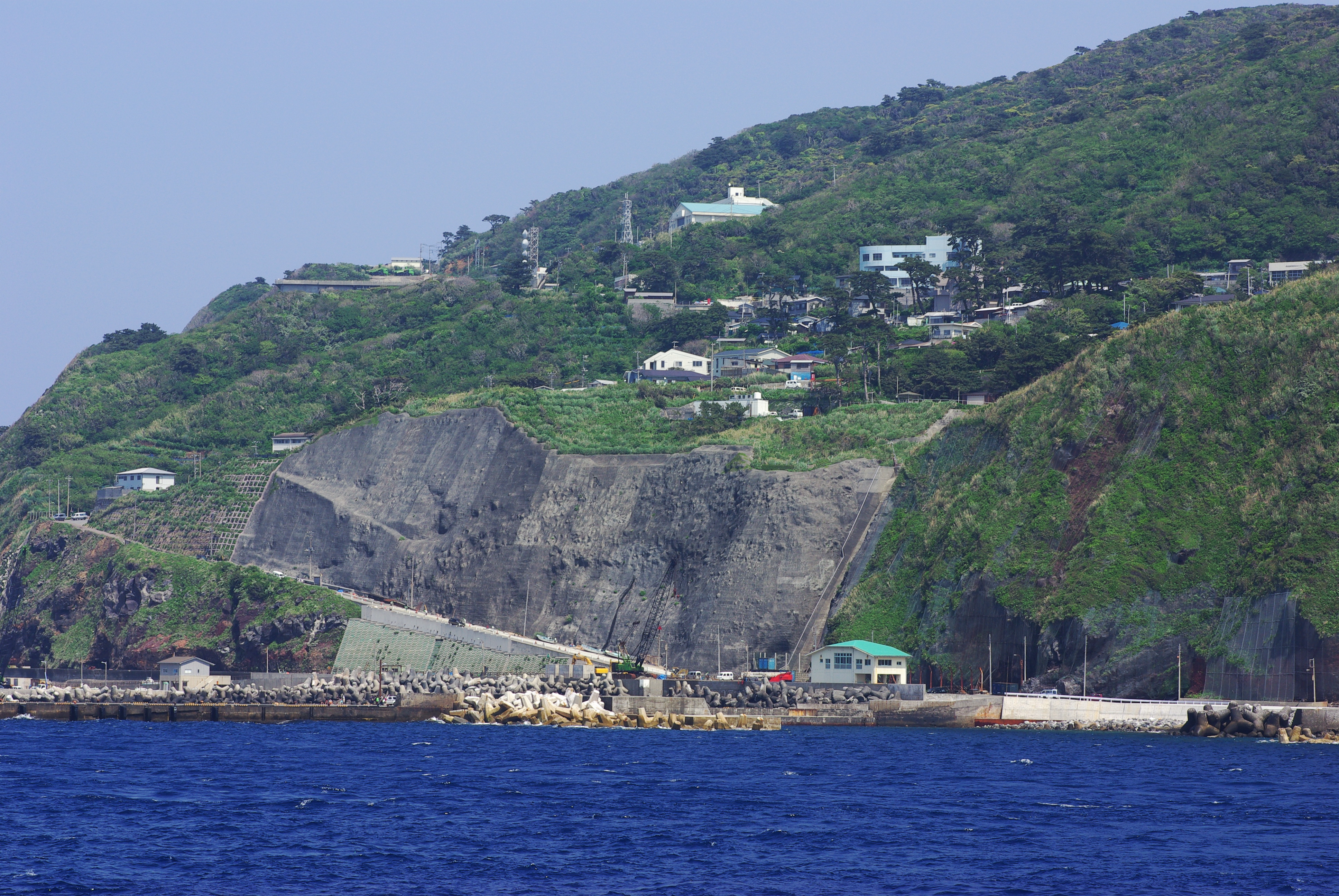
Klifowy brzeg Mikura-jimy
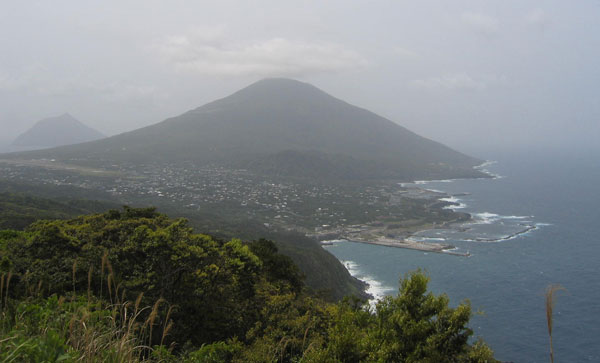
Hachijō-jima
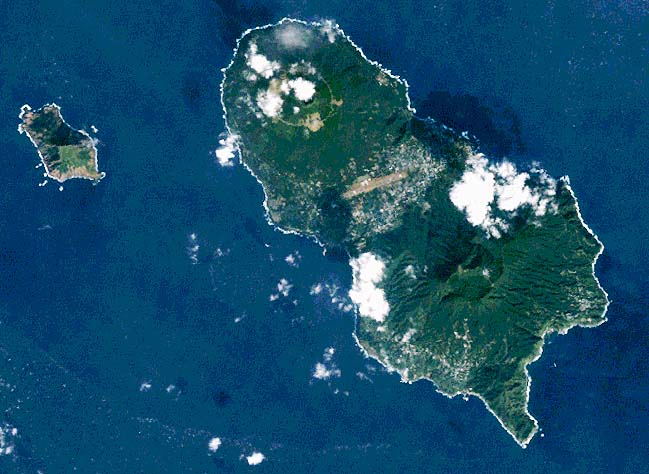
Hachijō-jima i Koshima
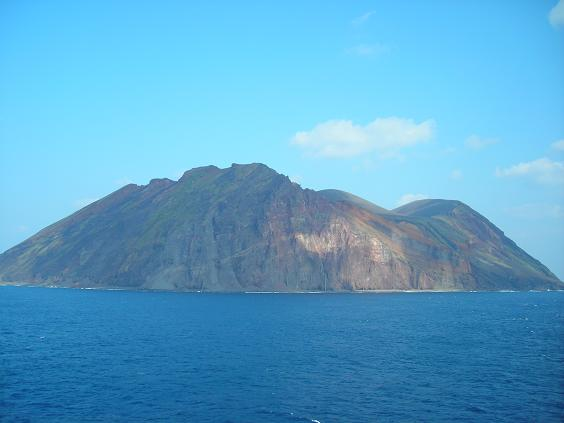
Tori-shima
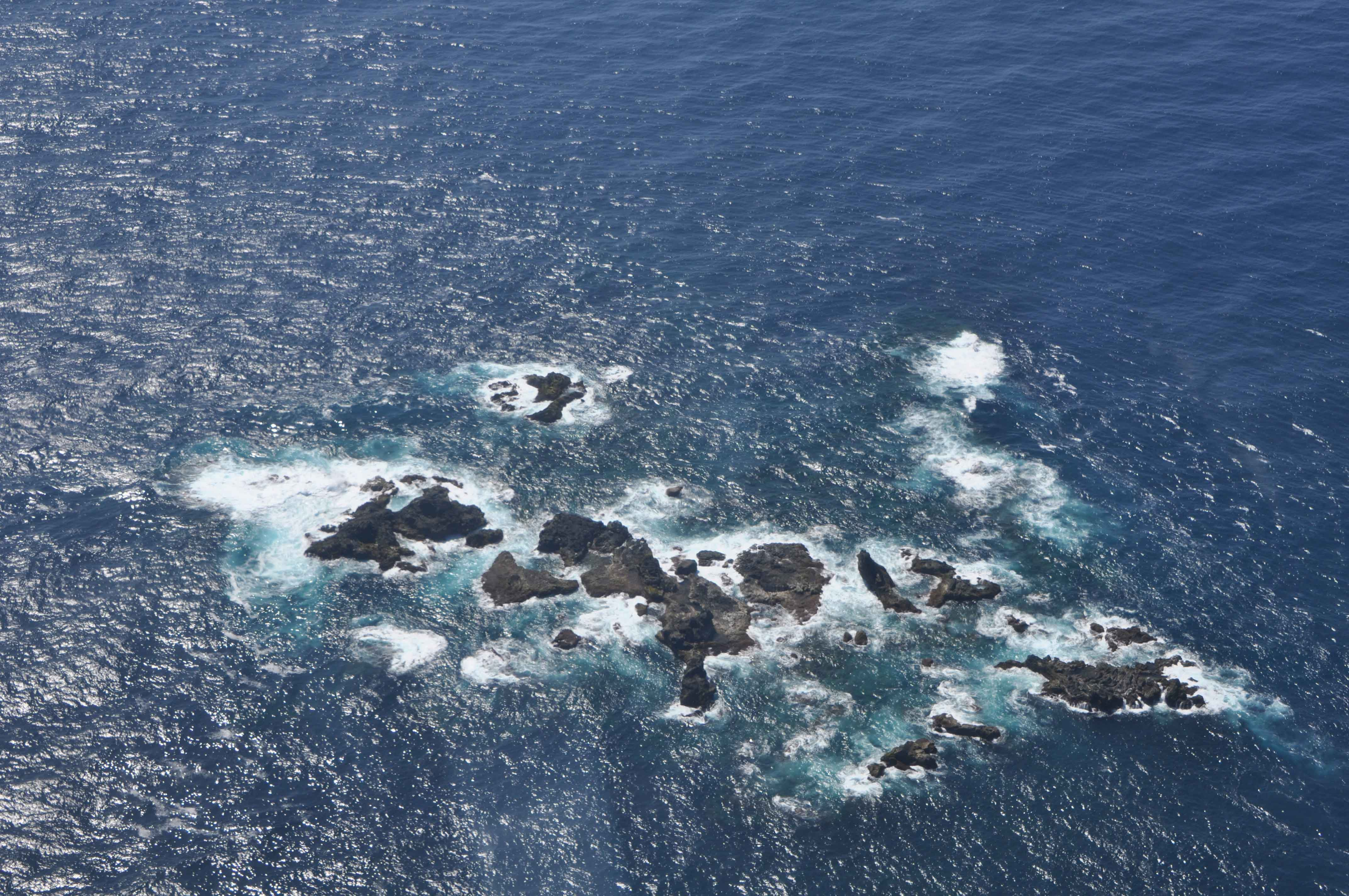
Bayonnaise Rocks